# Kotfin (województwo mazowieckie)
Kotfin – wieś w Polsce położona w województwie mazowieckim, w powiecie przysuskim, w gminie Gielniów. Przez miejscowość przepływa rzeczka Brzuśnia, prawobrzeżny dopływ Drzewiczki.
Wieś ma status sołectwa.
| SIMC    | Nazwa  | Rodzaj    |
| ------- | ------ | --------- |
| 0618906 | Bród   | część wsi |
| 0618912 | Drynia | część wsi |

W latach 1975–1998 miejscowość administracyjnie należała do województwa radomskiego.
Wierni Kościoła rzymskokatolickiego należą do parafii bł. Władysława z Gielniowa w Gielniowie.